# Tiondelada
Tiondelada (eller endast lada eller kornhärbärge), en i äldre tider använd beteckning på ett av de hus, som socknen hade att tillhandahålla sin kyrkoherde för tiondesädens förvaring. Efter regleringen av prästlönerna enligt 1862 års förordning behövde tiondesäd inte vidare inrymmas i prästgården, och den 27 april 1877 förordnades att landsförsamling, där fastställd lönereglering skett, skulle befrias från skyldigheten att hålla tiondelada om annan sädeslada för förvaring fanns och andra avtal inte rubbades. Sedan 1910 ingår tiondelada inte längre bland de hus, som skall finnas på präst- eller löneboställe.